# غويلرمو كاسترو (عسكري)
غويلرمو كاسترو (بالإنجليزية: Guillermo Castro)‏ هو عسكري أمريكي، (و. 1810  م).